# 센보쿠정
센보쿠정(仙北町) 아키타현 중앙부에 위치했던 정이다. 2005년 3월 22일 주변의 정촌을 합병하여 다이센시가 되어 소멸했다.
헤이안 시대에 놓여진 관공터인 홋타노사쿠터, 조몬시대 말기의 토우나 야요이시대의 논터가 출토된 호시미야 유적이며 나라의 명승지로 지정되어 있는 이케다씨 정원이 있다.
이와테현 모리오카시에 있는 자명은 「센보쿠초」나 도호쿠 본선 센보쿠초역은, 센보쿠군으로부터의 이민이 많았던 것에 유래되었다.

## 역사
- 1889년 4월 1일 - 정촌제 시행과 함께 센보쿠군 요코보리촌이 성립하였다.
- 1896년 8월 31일 - 리쿠 지진이 발생해 다카나시촌의 피해는 사망자 13명, 부상자 13명, 가축·가옥 피해액 18만9421엔. 요코보리촌 피해는 사망자 7명, 부상자 6명이 발생하였다.
- 1909년 - 다카나시 촌사무소와 이케다 가문에 전화가 개통.
- 1914년 3월 15일 - 아키타 센보쿠 지진이 발생하였다. 다카나시촌의 피해는 사망자 6명, 부상자 13명, 가옥 전파 49채, 반파 22채.요코보리촌 피해는 사망자 3명, 부상자 8명, 가옥 전파 23채, 반파 44개.
- 1955년 3월 31일 - 요코보리촌, 다카나시촌과 합병해 센보쿠촌이 탄생하였다.
- 1974년 4월 - 정으로 승격하였다.
- 1989년 10월 20일 - 국도 13호선 부분이 개통되었다.
- 2005년 3월 22일 - 주변 시정촌과 합병해 다이센시가 되었다.

## 교통
- 국도 13호